# Sông Hwang
Sông Hwang (tiếng Triều Tiên: 황강, Hanja: 黃江, "Hoàng giang") là một sông nhánh của sông Lạc Đông, chảy qua tỉnh Khương Thượng Nam ở phía nam Hàn Quốc. Sông này bắt nguồn từ quận Cư Xương, và được nhiều con suối từ các dốc của núi Đức Dụ bổ sung nguồn nước, và gặp sông Lạc Đông ở quận Thiểm Xuyên. Sông có chiều dài 117 km. Tên sông có nghĩa là "vàng" (黃) do cát của sông này có màu vàng. Do nước sông không bị ô nhiễm và có nhiều cá, sông Hoàng là nơi cư ngụ của loại rái cá châu Âu (lutra lutra) đang có nguy cơ tuyệt chủng.